# Catatemnus braunsi
Catatemnus braunsi es una especie de arácnido del orden Pseudoscorpionida de la familia Atemnidae.

## Distribución geográfica
Se encuentra en el sur de África.